# کازابلانکا
کازابلانکا یا دارالبیضاء (به عربی: الدار البیضاء) بزرگ‌ترین شهر کشور مراکش است. نام این شهر به زبان اسپانیایی‌ و به معنای سرای سفید است.
این شهر مهم‌ترین بندر مراکش در کنار اقیانوس اطلس است. جمعیت دارالبیضا یا همان کازابلانکا در سال ۲۰۱۲ تقریباً ۴٬۱۵۰٬۰۰۰ میلیون نفر است.
این شهر یکی از شهرهای مهم مراکش و قاره آفریقا هم از لحاظ جمعیت و هم از لحاظ اقتصاد است.
بندر کازابلانکا یکی از بزرگترین بندرها مصنوعی در جهان است و دومین بندر بزرگ آفریقای شمالی بعد از قاهره بزرگ است. همچنین کازابلانکا پایگاه اصلی دریایی برای نیروی دریایی مراکش را نیز در اختیار دارد.

## اقتصاد
کازابلانکا قطب بانکداری، حمل‌ونقل و تجارت کشور است. 
فرودگاه بین‌المللی محمد پنجم، بزرگترین فرودگاه مراکش و چهارمین فرودگاه پر رفت و آمد آفریقا در این شهر قرار دارد. 
بندر کازابلانکا که یکی از بزرگترین بندرها مصنوعی در جهان و بزرگترین بندر مراکش است، سالانه میلیون‌ها تن کالا جابجا می‌کند. 
تاکسی، اتوبوس و تراموا مهمترین وسایل حمل‌ونقل درون شهری محسوب می‌شوند. 
 بانک بی ام سی ای  و  بانک اتیجاریوافا  و بازار بورس کازابلانکا  در این شهر قرار دارند.
در کازابلانکا مراکز خرید مدرنی مانند مرکز خرید مراکش (موراکو مال) و مراکز خرید تاریخی مانند بازار مرکزی کازابلانکا در کنارهم تلفیقی از سنت و مدرنیته هستند.
بازار زیتون، بازار معاریف و بازار سولیدر از جمله بازارهای تخصصی کازابلانکا هستند که هر کدام به عرضه محصول خاصی می‌پردازند.

## آموزش
موسسات آموزشی بسیاری در کازابلانکا وجود دارد. 
دانشگاه حسن دوم کازابلانکا  که زبان تدریس آن عربی و فرانسوی است بزرگترین دانشگاه مراکش محسوب می‌شود.

## ورزش
باشگاه فوتبال الرجا و باشگاه فوتبال الوداد کازابلانکا مهمترین باشگاه های این شهر و ورزشگاه محمد پنجم در این شهر قرار دارند.

## جاذبه‌های دیدنی
مسجد حسن دوم، بخش قدیمی شهر (مدینه)،ساحل کورنیچ، پارک اتحادیه عرب و موزه هنر کازابلانکا از مهمترین جاذبه‌های دیدنی شهر هستند که سالانه میلیون‌ها گردشگر را به خود جذب می‌کنند.

## شهرهای خواهرخوانده
- ایران - سرباز
- الجزیره - الجزایر
- مونترآل - کانادا
- جده - عربستان سعودی
- بوردو - فرانسه
- شانگهای - جمهوری خلق چین
- کوالالامپور - مالزی
- جاکارتا - اندونزی
- دوبی - امارات متحده عربی
- پاریس - فرانسه

## نگارخانه

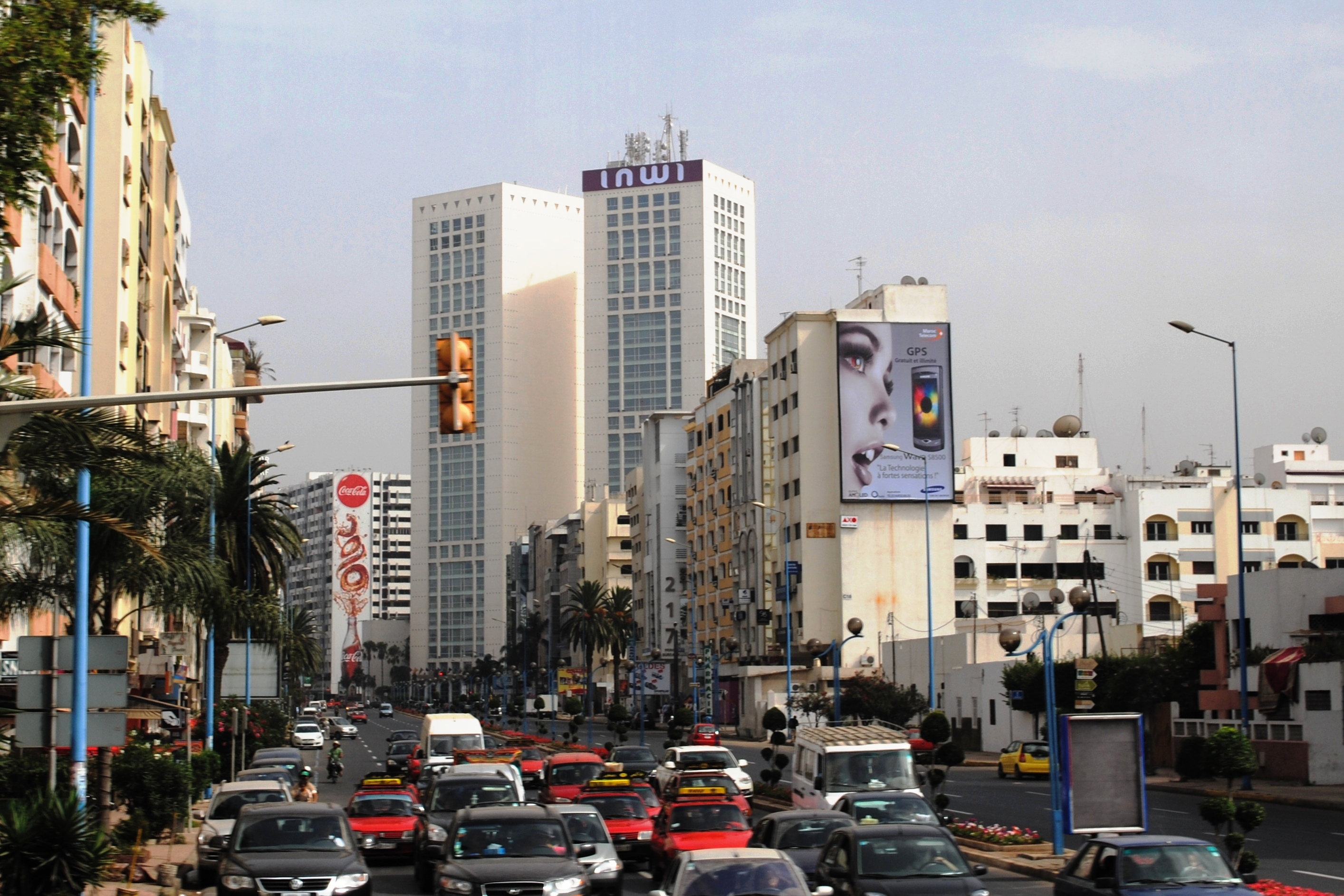
برج‌های دوقلوی کازابلانکا